# Meilenstein (Horstdorf)

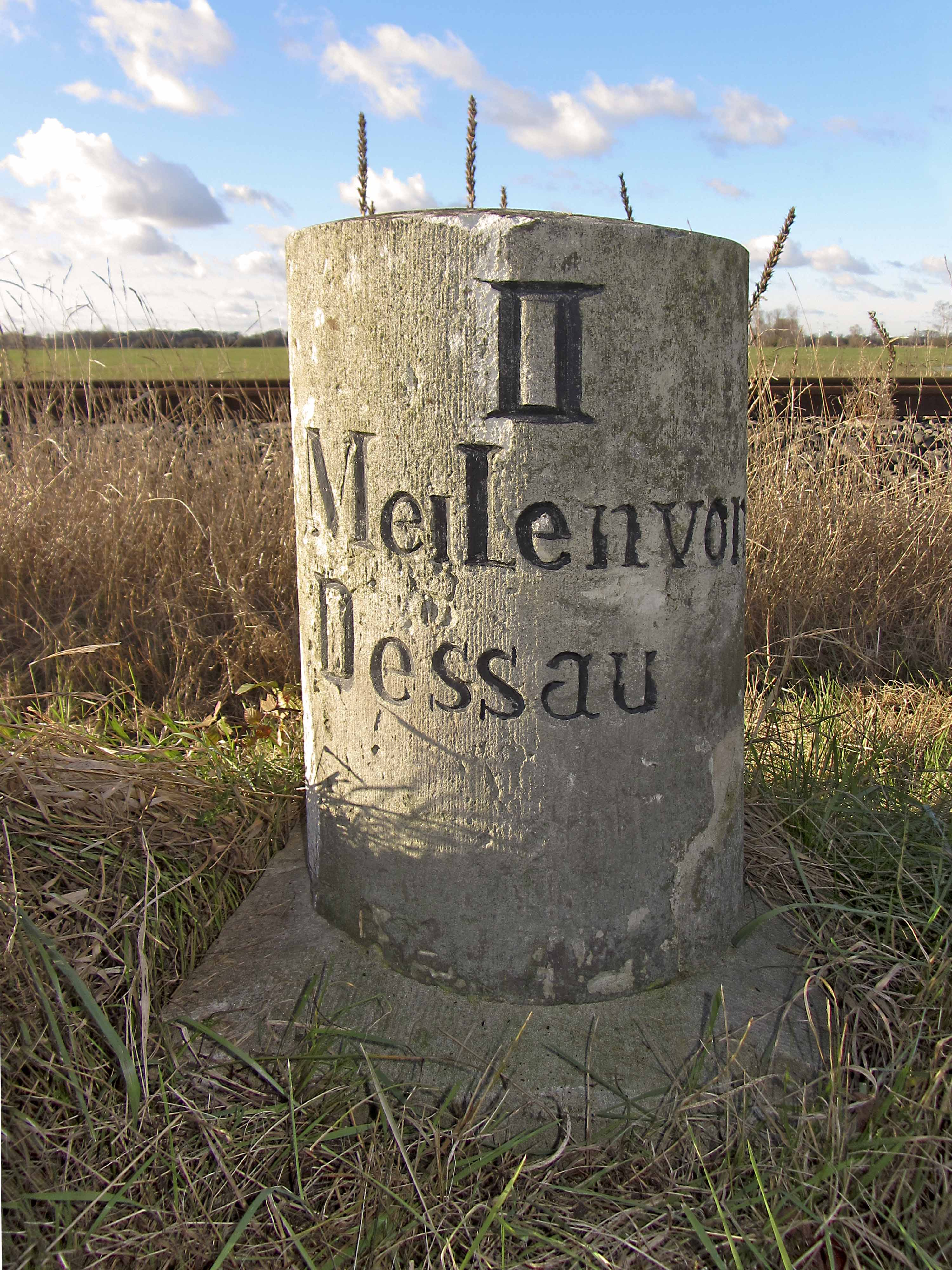
Meilenstein Horstdorf

Der Meilenstein bei Horstdorf ist ein Kleindenkmal in der Stadt Oranienbaum-Wörlitz im Landkreis Wittenberg in Sachsen-Anhalt. Er steht unter Denkmalschutz und ist scheinbar noch nicht im Denkmalverzeichnis eingetragen.

## Lage
Er steht westlich der Ortslage von Horstdorf, nördlich des einstigen Bahnhofs. Hier befindet er sich auf der westlichen Straßenseite der Landesstraße 133 unweit der Gleise der Eisenbahn von Oranienbaum nach Wörlitz.

## Geschichte und Gestalt
Während bei vielen Meilensteinen östlich von Dessau nicht endgültig geklärt ist, ob es sich noch um Original-Meilensteine handelt, die als Myriametersteine zweitgenutzt wurden oder aber um Neuschaffungen, ist der Meilenstein bei Horstdort eindeutig zuzuordnen. Er befindet sich an der einstigen Verbindung von Dessau über Oranienbaum nach Wörlitz und steht nicht ganz 15 Kilometer von Dessau entfernt. Die preußische Meile wurde in Anhalt im Jahr 1841 als offizielles Längenmaß eingeführt. Sie entsprach 7532 Metern.
Der Stein mit der Inschrift II Meilen von Dessau steht in direkten Zusammenhang mit dem I-Meilen-Stein bei Oranienbaum. Beide befinden sich nicht mehr in der einstigen exakten Entfernung, die der Meile entsprach. Die anhaltischen Meilensteine hatten ihren Nullpunkt alle am Schloss in Dessau. Zudem steht bei Kakau – östlich von Oranienbaum – ein ähnlicher II-Meilen-Stein, dort allerdings mit dem Zusatz 15,0 km. Der Hintergrund davon ist die schrittweise Veränderung der Längenmaße. Zunächst wurde Anfang der 1870er Jahre eine neue Meile zu 7500 Metern eingeführt, dann löste im Jahr 1874 der Kilometer die Meile ab.  Daher stehen die Meilensteine häufiger auf 15-Kilometer-Positionen, etwa bei Porst oder Quellendorf. Der heutige Standort erklärt sich vermutlich aus diesen Verschiebungen, vielleicht sogar noch aus späteren, denn nachweislich wurden die Meilensteine auch über längere Zeiträume als Kilometersteine weitergenutzt.
Der graue Sandstein lag im Jahr 1986 umgeworfen im Straßengraben, wurde aber gerettet.